# Batter Up (BabyMonster)
Batter Up è il singolo di debutto del girl group sudcoreano BabyMonster, pubblicato il 27 novembre 2023 come primo estratto dal primo EP BabyMons7er.

## Pubblicazione
Il 30 dicembre 2022, la YG Entertainment ha presentato il suo nuovo gruppo femminile, le BabyMonster, attraverso la diffusione di una foto teaser. Nel 2023, i sette membri furono presentati nel reality show Last Evaluation, dove fu anche annunciato che il gruppo avrebbe debuttato a settembre dello stesso anno. Il 10 novembre, dopo il presunto mese di debutto, la YG Entertainment ha confermato la data di debutto il 27 novembre.

## Descrizione
Batter Up è stato scritto da Jared Lee, Yang Hyun-suk, Asa, nonché membro del membro, Choi Hyun-suk del gruppo Treasure, Lee Chan-hyuk del duo degli AKMU e dal team di autori di canzoni Where the Noise e BigTone, ed è stato composto da Chaz Mishan, Yang Hyun-suk, Dee.P, Jared Lee e Asa. È descritta come una canzone con suoni hip-hop e trap caratteristici della YG Entertainment.

## Accoglienza
Yoo Ji-hee del Daily Sports ha affermato che il gruppo non è riuscito a stabilire un'identità chiara a parte i suoi compagni di etichetta senior 2NE1 e Blackpink, e ha scritto come la canzone evochi «un gusto familiare, ma non è abbastanza per catturarti davvero». Rhian Daily della rivista NME ha valutato la canzone con due stelle su cinque, definendola «una formula stanca» con «scrittura di canzoni pigra» e ha aggiunto che «anche nei momenti che sono chiaramente progettati per essere momenti di spicco della traccia, sembra debole e non lascia alcuna impressione duratura».

### Riconoscimenti
Batter Up ha ricevuto un Circle Chart Music Awards.

## Video musicale
Il video, diretto da Seo Hyun-seung, è stato reso disponibile in concomitanza con l'uscita del brano attraverso il canale YouTube del gruppo.

## Tracce
Testi e musiche di Chaz Mishan, Yang Hyun-suk, Dee.P, Jared Lee, Asa, Choi Hyun-suk, Lee Chan-hyuk, Where the Noise e BigTone.
1. Batter Up – 3:08

## Classifiche
| Classifica (2024) | Posizione massima |
| ----------------- | ----------------- |
| Corea del Sud     | 123               |
| Hong Kong         | 22                |
| Indonesia         | 14                |
| Singapore         | 10                |
| Taiwan            | 7                 |
| Vietnam           | 14                |